# Rhythm Machine
Rhythm Machine è un album della Fania All-Stars, pubblicato dalla Fania Records nel 1977.

## Tracce
Lato A
1. Ella Fue (She Was the One) – 3:45 (Eric Gale, Johnny Pacheco)
2. En Orbita – 4:55 (Bobby Valentin, Johnny Pacheco, Nicky Marrero, Ray Barretto)
3. Awake – 5:24 (Gary King)
4. Peanuts (The Peanut Vendor) – 4:57 (Moisés Simóns,  Marion Sunshine)

Lato B
1. Jubileo – 6:33 (Jay Chattaway)
2. Verão Vermelho – 6:20 (Nonato Buzar)
3. Steady (Fijo) – 2:49 (Gary King)
4. Juan Pachanga (Daylight) – 4:14 (Jerry Masucci, Louie Ramirez)

## Musicisti
- Jay Chattaway - conduttore musicale, arrangiamenti
- Pappo Luca - pianoforte
- Johnny Pacheco - flauto, percussioni, voce
- Eddie Daniels - flauto
- Alan Rubin - tromba
- Jon Faddis - tromba
- Randy Brecker - tromba
- Ray Maldonado - tromba
- Barry Rogers - trombone
- David Taylor - trombone
- Paul Faulise - trombone
- Wayne Andre - trombone
- Ken Ascher - tastiere
- Pat Rebillot - tastiere
- John Tropea - chitarra elettrica
- Lance Quinn - chitarra elettrica
- Bobby Valentin - basso acustico
- Gary King - basso elettrico
- Allan Schwartzberg - batteria
- Rick Marotta - batteria
- Roberto Roena - bongos, percussioni
- Mongo Santamaría - congas
- Nicky Marrero - timbales
- Eric Gale - chitarra elettrica solista (solo nel brano: Ella Fue (She Was the One))
- Louis Perico Ortiz - tromba solista (solo nel brano: En Orbita)
- Bob James - tastiere (solo nel brano: Awake)
- Rubén Blades - voce solista (solo nel brano: Juan Pachanga (Daylight))
- Louie Ramirez - vibrafono (solo nel brano: Juan Pachanga (Daylight))